# Julio Reyes Copello
Julio Reyes Copello (Cúcuta, 26 aprile 1969) è un produttore discografico e pianista colombiano naturalizzato statunitense.
Nel corso della sua carriera ha composto musica per artisti di grandissimo successo come Ricky Martin, Laura Pausini, Thalia, Jennifer Lopez, Marc Anthony, Nelly Furtado, Plácido Domingo, Paulina Rubio, Alejandro Sanz e Alejandro Fernández, vincendo inoltre 4 Grammy Award e 8 Latin Grammy Award grazie alla sua attività di produttore.

## Biografia
Nato in Colombia, ha iniziato a studiare pianoforte fin da bambino. Dopo aver esordito componendo musica per produzioni televisive a partire dal 1996, negli anni 2000 inizia a lavorare come produttore per artisti musicali del calibro di Plácido Domingo e Thalia: a partire dagli anni successivi inizierà a collaborare con un numero sempre maggiore di stelle della musica latina. Nel 2003 ottiene le sue prime nomination ai Latin Grammy in categorie di rilievo come album dell'anno e produttore dell'anno. Nel 2005 vince il suo primo Grammy Award per il suo lavoro di produzione dell'album di Marc Anthony Amar sin mentiras. Vincerà successivamente altri Grammy Award per altre produzioni eseguite per Ricky Martin, Alejandro Sanz e per lo stesso Marc Anthony.
Nel 2007 produce entrambi gli album pubblicati in tale annata da Jennifer Lopez, Como ama una mujer e Brave, mentre l'anno successivo cura il debutto di Nelly Furtado in spagnolo producendo l'album Mi plan. A partire dal decennio successivo vince numerosi Latin Grammy, arrivando a quota 8. Continua nel frattempo a lavorare insieme a moltissimi volti noti della musica latina. Nel 2011 è fra gli autori del successo globale di Jennifer Lopez e Pitbull On the Floor. Nel 2021 si esibisce come pianista sul palco dei Latin Grammy accompagnando Christina Aguilera durante la sua performance del singolo Somos nada.

## Crediti come produttore
| Anno | Titolo                                             | Artist                                                             |
| ---- | -------------------------------------------------- | ------------------------------------------------------------------ |
| 2001 | Our Favorite Things (album)                        | Plácido Domingo, Tony Bennett, Charlotte Church e Vanessa Williams |
| 2001 | Esta vez (album)                                   | Malú                                                               |
| 2002 | Thalía (album)                                     | Thalía                                                             |
| 2002 | Vuelva muy alto (album)                            | Jerry Rivera                                                       |
| 2002 | The Rhythm (singolo)                               | Patricia Manterola                                                 |
| 2003 | Sincero (album)                                    | Chayanne                                                           |
| 2003 | Milagro (album)                                    | Jaci Velasquez                                                     |
| 2003 | Estrella guía (album)                              | Alexandre Pires                                                    |
| 2003 | Y todo queda en nada (canzone)                     | Ricky Martin                                                       |
| 2004 | Amar sin mentiras (album)                          | Marc Anthony                                                       |
| 2005 | El sexto sentido (album)                           | Thalía                                                             |
| 2007 | Brave (album)                                      | Jennifer López                                                     |
| 2007 | Como ama una mujer (album)                         | Jennifer López                                                     |
| 2007 | En las manos de dios (canzone)                     | Nelly Furtado                                                      |
| 2008 | Satisfied (album)                                  | Taylor Dayne                                                       |
| 2009 | Moments Like This (canzone)                        | Reamonn                                                            |
| 2009 | Sin frenos (album)                                 | La Quinta Estación                                                 |
| 2009 | C'est comme ça (alum)                              | Florent Pagny                                                      |
| 2009 | Mi plan (album)                                    | Nelly Furtado                                                      |
| 2010 | No hay imposibles (album)                          | Chayanne                                                           |
| 2010 | Viva el Príncipe (album)                           | Cristian Castro                                                    |
| 2011 | Brava! (album)                                     | Paulina Rubio                                                      |
| 2011 | On the Floor (singolo)                             | Jennifer Lopez                                                     |
| 2012 | La música no se toca (album)                       | Alejandro Sanz                                                     |
| 2012 | Kany Garcia (album)                                | Kany García                                                        |
| 2013 | Canciones Para La Luna - Sinfónico En Vivo (album) | Belanova                                                           |
| 2013 | 3.0 (album)                                        | Marc Anthony                                                       |
| 2014 | Un alumno más (album)                              | Melendi                                                            |
| 2014 | Voice demos (album)                                | Brika                                                              |
| 2015 | Amor & pasión (album)                              | Il Divo                                                            |
| 2015 | Mil ciudades (album)                               | Andrés Cepeda                                                      |
| 2015 | A quien quiera escuchar (album)                    | Ricky Martin                                                       |
| 2015 | Conexión (album)                                   | Fonseca                                                            |
| 2015 | Buena Vida (album)                                 | Diego Torres                                                       |
| 2015 | Simili (album)                                     | Laura Pausini                                                      |
| 2016 | Habana (album)                                     | Florent Pagny                                                      |
| 2017 | Prometo (album)                                    | Pablo Alborán                                                      |
| 2017 | Amor, amor, amor (canzone)                         | Jennifer Lopez featuring Wisin                                     |
| 2017 | "ni tú ni yo" (canzone)                            | Jennifer López featuring Gente de Zona                             |
| 2018 | Oxígeno (album)                                    | Malú                                                               |
| 2018 | Lento                                              | Thalía featuring Gente de Zona                                     |
| 2018 | Index (album)                                      | Ana Mena                                                           |
| 2018 | Fatti sentire (album)                              | Laura Pausini                                                      |
| 2019 | Visceral (album)                                   | Paula Arenas                                                       |
| 2019 | Opus (album)                                       | Marc Anthony                                                       |
| 2019 | #ElDisco (album)                                   | Alejandro Sanz                                                     |
| 2020 | Tiburones (canzone)                                | Ricky Martin                                                       |
| 2020 | Pausa (EP)                                         | Ricky Martin                                                       |
| 2020 | Mesa Para Dos (album)                              | Kany García                                                        |
| 2020 | Vértigo (album)                                    | Pablo Alborán                                                      |
| 2020 | Renacer (album)                                    | Nahuel Pennisi                                                     |
| 2023 | Vale la pena (canzone)                             | Laura Pausini                                                      |

## Premi e riconoscimenti

### Grammy Awards
| Anno | Categoria                 | Album/singolo nominato  | Interprete     | Esito           | Fonte |
| ---- | ------------------------- | ----------------------- | -------------- | --------------- | ----- |
| 2005 | Best Latin Pop Album      | Amar sin mentiras       | Marc Anthony   | Vincitore/trice | [ 1 ] |
| 2017 | Best Latin Pop Album      | A quien quiera escuchar | Ricky Martin   | Vincitore/trice | [ 1 ] |
| 2019 | Best Latin Pop Album      | Prometo                 | Pablo Alborán  | Candidato/a     | [ 1 ] |
| 2020 | Best Latin Pop Album      | #ElDisco                | Alejandro Sanz | Vincitore/trice | [ 1 ] |
| 2020 | Best Tropical Latin Album | Opus                    | Marc Anthony   | Vincitore/trice | [ 1 ] |

### Latin Grammy Awards
| Anno | Categoria                         | Album/singolo nominato      | Artista                              | Esito           | Fonte  |
| ---- | --------------------------------- | --------------------------- | ------------------------------------ | --------------- | ------ |
| 2003 | Album of the Year                 | Estrella guía               | Alexandre Pires                      | Candidato/a     | [ 6 ]  |
| 2003 | Best Male Pop Vocal Album         | Estrella guía               | Alexandre Pires                      | Candidato/a     | [ 6 ]  |
| 2010 | Producer of the Year              |                             |                                      | Candidato/a     |        |
| 2012 | Record of the Year                | Que te vaya mal             | Kany García                          | Candidato/a     | [ 7 ]  |
| 2012 | Record of the Year                | No me compares              | Alejandro Sanz                       | Candidato/a     | [ 7 ]  |
| 2013 | Album of the Year                 | La música no se toca        | Alejandro Sanz                       | Candidato/a     | [ 8 ]  |
| 2013 | Best Contemporary Pop Vocal Album | La música no se toca        | Alejandro Sanz                       | Vincitore/trice | [ 8 ]  |
| 2013 | Record of the Year                | Vivir mi vita               | Marc Anthony                         | Vincitore/trice | [ 8 ]  |
| 2013 | Record of the Year                | Mi Marciana                 | Alejandro Sanz                       | Candidato/a     | [ 8 ]  |
| 2013 | Best Singer-Songwriter Album      | Kany García                 | Kany García                          | Candidato/a     | [ 8 ]  |
| 2013 | Best Engineered Album             | Kany García                 | Kany García                          | Vincitore/trice | [ 8 ]  |
| 2013 | Producer of the Year              |                             |                                      | Candidato/a     | [ 8 ]  |
| 2014 | Album of the Year                 | 3.0                         | Marc Anthony                         | Candidato/a     | [ 9 ]  |
| 2014 | Best Salsa Album                  | 3.0                         | Marc Anthony                         | Vincitore/trice | [ 9 ]  |
| 2014 | Song of the Year                  | Cambio de piel              | Marc Anthony                         | Candidato/a     | [ 9 ]  |
| 2015 | Record of the Year                | Disparo al corazón          | Ricky Martin                         | Candidato/a     | [ 10 ] |
| 2016 | Best Traditional Pop Vocal Album  | Mil ciudades                | Andrés Cepeda                        | Candidato/a     | [ 11 ] |
| 2016 | Album of the Year                 | Mil ciudades                | Andrés Cepeda                        | Candidato/a     | [ 11 ] |
| 2016 | Album of the Year                 | Conexión                    | Fonseca                              | Candidato/a     | [ 11 ] |
| 2016 | Album of the Year                 | Buena vida                  | Diego Torres                         | Candidato/a     | [ 11 ] |
| 2016 | Best Traditional Pop Vocal Album  | Buena vida                  | Diego Torres                         | Candidato/a     | [ 11 ] |
| 2016 | Record of the Year                | Iguales                     | Diego Torres                         | Candidato/a     | [ 11 ] |
| 2016 | Record of the Year                | Lado derecho del corazon    | Laura Pausini                        | Candidato/a     |        |
| 2018 | Album of the Year                 | Prometo                     | Pablo Alborán                        | Candidato/a     | [ 12 ] |
| 2018 | Best Traditional Pop Vocal Album  | Prometo                     | Pablo Alborán                        | Candidato/a     | [ 12 ] |
| 2018 | Record of the Year                | No vaya a ser               | Pablo Alborán                        | Candidato/a     | [ 12 ] |
| 2018 | Producer of the Year              |                             |                                      | Candidato/a     | [ 12 ] |
| 2018 | Best Traditional Pop Vocal Album  | Hazte Sentir                | Laura Pausini                        | Vincitore/trice |        |
| 2018 | Producer of the year              | El Valor de seguir Adelante | Laura Pausini                        | Candidato/a     |        |
| 2019 | Best Traditional Pop Vocal Album  | Visceral                    | Paula Arenas                         | Candidato/a     | [ 13 ] |
| 2019 | Album of the Year                 | Visceral                    | Paula Arenas                         | Candidato/a     | [ 13 ] |
| 2019 | Album of the Year                 | #ElDisco                    | Alejandro Sanz                       | Candidato/a     | [ 13 ] |
| 2019 | Best Contemporary Pop Vocal Album | #ElDisco                    | Alejandro Sanz                       | Candidato/a     | [ 13 ] |
| 2019 | Record of the Year                | Mi Persona Favorita         | Alejandro Sanz and Camila Cabello    | Vincitore/trice | [ 13 ] |
| 2019 | Record of the Year                | Parecen Viernes             | Marc Anthony                         | Candidato/a     | [ 13 ] |
| 2019 | Record of the Year                | No Tengo Nada               | Alejandro Sanz                       | Candidato/a     | [ 13 ] |
| 2019 | Producer of the Year              |                             |                                      | Candidato/a     | [ 13 ] |
| 2020 | Best Singer-Songwriter Album      | Mesa para dos               | Kany García                          | Vincitore/trice | [ 14 ] |
| 2020 | Album of the Year                 | Mesa para dos               | Kany García                          | Candidato/a     | [ 14 ] |
| 2020 | Album of the Year                 | Pausa                       | Ricky Martin                         | Candidato/a     | [ 14 ] |
| 2020 | Record of the Year                | Contigo                     | Alejandro Sanz                       | Vincitore/trice | [ 14 ] |
| 2020 | Record of the Year                | Lo que en ti veo            | Kany García featuring Nahuel Pennisi | Candidato/a     | [ 14 ] |